# 광남일보
광남일보는 광주광역시의 지역 신문이다.

## 연혁
- 1995년 12월 12일 창간.